# Foreign Intelligence Surveillance Act
De Foreign Intelligence Surveillance Act of 1978 ("FISA" Pub.L. 95–511, 92 Stat. 1783, 50 U.S.C. ch. 36) is een federale wet van de Verenigde Staten die procedures voorschrijft voor het fysiek en elektronisch toezicht op en het verzamelen van "buitenlandse inlichtingeninformatie" tussen "buitenlandse machten" en "agenten van buitenlandse machten" verdacht van spionage of terrorisme. 

## Wijzigingen
Sinds de aanslagen op 11 september 2001 is de FISA herhaaldelijk gewijzigd. De FISA werd bijvoorbeeld gewijzigd door de USA PATRIOT Act, voornamelijk ter voorkoming van terrorisme namens groepen die niet specifiek worden ondersteund door een buitenlandse regering.
Grote wijzigingen op de FISA door de:
- USA PATRIOT Act (2001)
- Protect America Act of 2007[2]
- FISA Amendments Act of 2008[3]
- USA Freedom Act (2015)[4]

De FISA heeft ook de Electronic Communications Privacy Act aangepast, welke o.a. over "wire taps" gaat.

## FISA Court
De wet heeft de 'United States Foreign Intelligence Surveillance Court' (FISC, ook wel 'FISA Court' genoemd) opgericht om toezicht te houden op verzoeken om bewakingswaarborgen door federale wetshandhavings-en inlichtingenbureaus. Vanwege de gevoeligheid is het geen open rechtbank. Er is soms zelfs sprake van geheim recht.

## Binnen- en buitenlands grondgebied
Door de FISA wordt Amerikaanse overheidsinstanties ruimte gegeven om buitenlanders of Amerikanen in het binnen- en buitenland te bespioneren. Data opgeslagen op Nederlands grondgebied kan hierdoor mogelijk toch in Amerikaanse handen komen.

## Protest
Indien informatie wordt opgevraagd, wordt dit vaak aangevochten door internationaal opererende technologische bedrijven. Sommige van dit soort bedrijven probeert ook transparant te zijn in het aantal opvragingen door overheden en rechtbanken.

## Afluisteren versus opvragen
Door de FISA 'mag' er worden afgeluisterd. Door de Stored Communications Act (SCA) mag informatie worden opgevraagd. De USA PATRIOT Act en de Cloud Act (Clarifying Lawful Overseas Use of Data Act) hebben onder andere deze SCA bijgewerkt. Wetten van het ene land kunnen echter conflicteren met wetten van andere landen.